# Bazsinka Zsuzsanna
Bazsinka Zsuzsanna (Budapest, 1965. július 1.) magyar opera-énekesnő (szoprán). Repertoárja rendkívül széles, lírai koloratúr szerepektől drámaiakig terjed.
Id. Bazsinka József tubaművész testvérhúga.

## Élete
Hároméves korától családjával Bicskén él. Muzikalitása korán megnyilvánult. Hétévesen kezdett magánúton zongorázni (Denkinger Gabriella) és klarinétozni (Vass Lajos) tanult. A középiskolát a helyi Vajda János Gimnáziumban végezte el. Egy évig bérszámfejtőként dolgozott. A második felvételivel bekerült a Liszt Ferenc Zeneművészeti Főiskolára, ahol Simándy József, majd Andor Éva növendékeként 1989-ben végzett operaénekesként.
1989 februárjában lett a Magyar Állami Operaház ösztöndíjasa, ahol május 19-én debütált Ottorino Respighi Lángjában, mint az Anya. Június 17-én beugrással ugyanezen opera női főszerepét, Silvanát kellett énekelnie. 1990-től már a társulat magánénekese 2012-ig. Azóta énekmester és énekkari tag. Szólószerepben utoljára 2015. június 28-án lépett fel, mint a Figaro lakodalma Marcellinája.
Rendszeresen szerepelt debreceni, kolozsvári, miskolci és szegedi előadásokban. Sokat játszott Németországban, tagja volt a karlsruhei, a lipcsei valamint az esseni operaházaknak is. Az Operaház 125. évadjának nyitóelőadása előtt (ahol Erkel Ferenc Bánk bánjának Melindáját alakította) elsőként vehette át a frissen alapított Osváth Júlia-díjat.

## Szerepei
- Andrássy Frigyes–Andrássy Krisztina: Sír a téli éjszaka – Virág Mária
- Georges Bizet: Carmen – Micaëla
- Arrigo Boito: Mefistofele – Margit; Heléna
- Gaetano Donizetti: Szerelmi bájital – Gianetta
- Gaetano Donizetti: Lammermoori Lucia – címszerep
- Erkel Ferenc: Hunyadi László – Szilágyi Erzsébet; Hunyadi Mátyás
- Erkel Ferenc: Bánk bán – Melinda
- Christoph Willibald Gluck: Iphigénia Tauriszban – I. papnő
- Charles Gounod: Faust – Margit
- Georg Friedrich Händel: Xerxes – Atalanta
- Wolfgang Amadeus Mozart: Szöktetés a szerájból – Konstanze
- Wolfgang Amadeus Mozart: Figaro lakodalma – Marcellina
- Wolfgang Amadeus Mozart: Don Juan – Donna Anna
- Wolfgang Amadeus Mozart: A varázsfuvola – Pamina
- Francis Poulenc: A karmeliták beszélgetései –
- Giacomo Puccini: Manon Lescaut – címszerep
- Giacomo Puccini: Bohémélet – Mimì
- Giacomo Puccini: Pillangókisasszony – Cso-cso-szán
- Ottorino Respighi: A láng – Silvana; Az anya
- Gioachino Rossini: Mózes Egyiptomban – Anaide
- Richard Strauss: Elektra – Chrysothemis
- Richard Strauss: A rózsalovag – Egy nemesi árva
- Richard Strauss: Daphne – címszerep
- Giuseppe Verdi: Rigoletto – Gilda
- Giuseppe Verdi: La Traviata – Violetta Valéry
- Giuseppe Verdi: A végzet hatalma – Doña Leonora di Vargas
- Giuseppe Verdi: A szicíliai vecsernye – Elena hercegnő
- Giuseppe Verdi: Falstaff – Alice

## Díjai, elismerései
- 1987 – Dvořák-énekverseny I. díja (Karlovy Vary)
- 1990 – Belcanto-énekverseny II. díja (Belgium)
- 1995 – Pro Opera Lirica-díj
- 2006 – Székely Mihály-emlékplakett
- 2008 – Osváth Júlia-díj
- 2009 – Érdemes művész
- 2009 – Melis György-emlékplakett
- 2013 – Bicske díszpolgára
- 2013–14 – Az évad énekkari művésze